# Ройміллерит
Ройміллерит — твердий безбарвний прозорий мінерал. Має нетривіальну кристалічну структуру. Хімічно дуже схожий на бритвініт; структурно споріднений з бритвінітом і молібдофілітом. Поєднання типів аніонів у ройміллериті є унікальним.
Ройміллерит був знайдений у долині Отаві (Намібія). Названий на честь геолога та мінералога Роя Міллера.
Зразок зберігається у Шведському музеї природознавства в Стокгольмі під номером 20080176.